# 牛店镇
牛店镇，是中华人民共和国河南省郑州市新密市下辖的一个乡镇级行政单位。

## 行政区划
牛店镇下辖以下地区：
牛店村、打虎亭村、西张湾村、古角村、张坡村、三岔路村、西土门村、李湾村、闫沟村、寨脖村、月台村、花家店村、助泉寺村、南龙村、小寨村、北召村、武村、宝泉村、高村、石匠窑村和谭村湾村。